# Klaus Eschbach
Klaus Andreas Eschbach (* 28. November 1946) ist ein ehemaliger deutscher Nationalspieler in der Boulespiel-Sportart Pétanque im Deutscher Boccia-, Boule- und Pétanque-Verband e.V. und Funktionär. Er ist mehrfacher deutscher Meister und war Teilnehmer bei zwei Europameisterschaften.

## Karriere

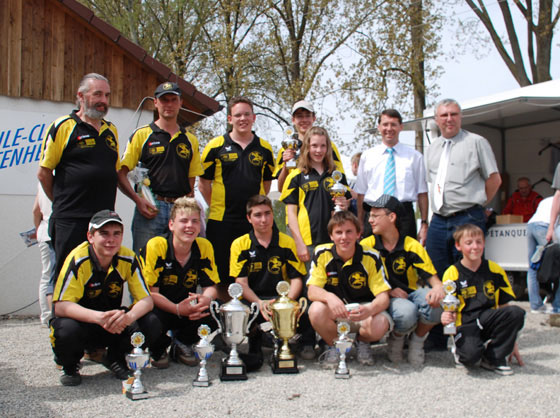
Klaus Eschbach (hintere Reihe, rechts) zusammen mit der Baden-Württembergischen U18-Sieger-Mannschaft beim Jugendländermasters (2008)

Eschbach spielt nach eigenen Angaben seit 1985 Boule und war lange Jahre 1. Vorsitzender des Boule-Club Ettenheim. 1992 wurde er im Deutschen Pétanque Verband (DPV) Schiedsrichter und war von 1996 bis 1998 DPV-Schiedsrichterwart. Ab 1998 bis 2002 fungierte er in der Position des DPV-Jugendwarts und war von 2002 bis 2013 der Präsident des DPV. Darüber hinaus war er von 2002 bis 2012 Kassenwart und zeitweise Vizepräsident des Confédération Européenne de Pétanque (CEP).
Bei den Europameisterschaften der Veteranen (Ü55) errang er 2011 die Gold- und 2012 die Silbermedaille.
Seit 2004 ist er im Besitz des französischen Trainer-Diploms (1. Stufe).

## Erfolge als Spieler

### International
- 2011: 1. Platz Europameisterschaft Triplette Ü55 (EURO-Veteran) zusammen mit Anita-Dolores Barthélemy, Rolando Jecle und Hilmar Lißner[2]
- 2012: 2. Platz Europameisterschaft Triplette Ü55 zusammen mit Detlev Krieger, Rolando Jecle und Michel Lauer[3][4]

### National
(Quelle)
- 1989: 2. Platz Deutsche Meisterschaft Triplette zusammen mit Norbert Bleich und Jürgen Hirth
- 2010: 1. Platz Deutsche Meisterschaft Triplette Ü55 zusammen mit Klaus Mohr und Rolando Jecle
- 2011: 1. Platz Deutsche Meisterschaft Triplette Ü55 zusammen mit Klaus Mohr und Rolando Jecle[6][7]
- 2012: 1. Platz Deutsche Meisterschaft Triplette Ü55 zusammen mit Klaus Mohr und Rolando Jecle
- 2014: 2. Platz Deutsche Meisterschaft Triplette Ü55 zusammen mit Klaus Mohr und Volker Jakobs

## Auszeichnungen
- 2013: Ehrenpräsident des DPV
- 2013: Ehrennadel des Landes Baden-Württemberg für langjährige Verdienste im Ehrenamt

## Privates
Eschbach hat zwei Söhne aus erster Ehe und wohnt seit 2014 in Phuket in Thailand, wo er als Bouletrainer eine Bouleschule betreibt. Bis zu seiner Pensionierung arbeitet er als Grafiker.